# Le Quesnel Communal Cemetery Extension
Le Quesnel Communal Cemetery Extension is een begraafplaats gelegen in de Franse plaats Le Quesnel (Somme). De militaire graven worden onderhouden door de Commonwealth War Graves Commission.
De begraafplaats telt 66 geïdentificeerde Gemenebest graven, waarvan 59 uit de Eerste Wereldoorlog en 7 uit de Tweede Wereldoorlog.